# TV/Rocar
TV – samochód dostawczy klasy średniej produkowany przez rumuńskie zakłady im. Tudora Vladimirescu w latach 1958–1993 oraz pod nazwą Rocar w latach 1993–1996.

## Historia i opis modelu

### TV-3/4/5
Pod koniec lat 50. XX wieku rozpoczęto w Rumunii produkcję pojazdów użytkowych, w zakładach im. Tudora Vladimirescu w Bukareszcie, w latach 70. przemianowanych na Uzina Autobuzul București, a od 1990 roku na Rocar. Modele tam produkowane nosiły oznaczenie TV od inicjałów patrona fabryki (rumuńskiego bohatera narodowego). Pierwszymi konstrukcjami były autobusy TV-1 i TV-2. Opracowano następnie furgon TV-3, oparty na podwoziu i podzespołach małoseryjnego samochodu terenowego IMS 57 (wzorowanego na radzieckim GAZ-69), lecz z napędem na tył. Seryjna produkcja jednak nie została podjęta z uwagi na niską produkcję podwozi – według niektórych informacji, powstało jedynie 5 egzemplarzy w 1958 roku. Dopiero z chwilą wdrożenia do produkcji ulepszonego samochodu terenowego IMS M-59, wykorzystano jego podwozie do skonstruowania w 1959 roku produkowanych seryjnie samochodów dostawczych TV-4 (napęd na tylne koła) i TV-5 (napęd na cztery koła). Pojazdy powstawały w takich wersjach jak furgon (oznaczony dodatkową literą F), sanitarka (S), mikrobus (M) czy ciężarówka pick-up (C). Do napędu używano silnika o mocy 50 KM, który potrafił rozpędzić samochód do 80 km/h. Pierwsze samochody miały nadwozie o zaokrąglonych kształtach, po czym w latach 1962-63 wytwarzano model o nowoczesnym kanciastym nadwoziu, z reflektorami umieszczonymi w zagłębieniach na linii zagięcia przedniej ściany i z charakterystyczną atrapą chłodnicy w kształcie trapezu. Do gamy wariantów doszedł turystyczny mikrobus TV-4L, odkryty po bokach, oraz samochód warsztatowy TV-4A.

### TV-41/51
Na początku lat 60. zaczęto montować nowy silnik benzynowy M-207B o pojemności 2512 cm³ i mocy 70 KM (stosowany także na terenowych IMS M-59B), początkowo sprzężony ze starą trzybiegową skrzynią. W 1964 roku przeprowadzono modernizację nadwozia TV-4, w celu uproszczenia produkcji, po której samochód uzyskał w zasadzie niezmieniony do końca produkcji wygląd. Przede wszystkim zrezygnowano z zagłębień przedniej ściany, a reflektory umieszczono niżej, po bokach atrapy chłodnicy, w kształcie trapezu o ostrych kątach. W tym okresie też wprowadzono do produkcji nową czterobiegową skrzynię, co pociągnęło zmianę  numeracji modelu na TV-41 dla zwykłej wersji oraz TV-51 dla wersji z napędem 4×4. Wersję pick-up zastąpiła ciężarówka skrzyniowa, nadal oznaczona literą C. Najliczniejszym wariantem był furgon (F), następnie skrzyniowy (C). Dziesięciomiejscowy mikrobus (M) występował tylko w wersji z tylnym napędem. W 1968 roku, w celu dostosowania do norm europejskich, z myślą o eksporcie, przeniesiono kierunkowskazy spod szyby przedniej pod reflektory.

### TV-12/14/15/35

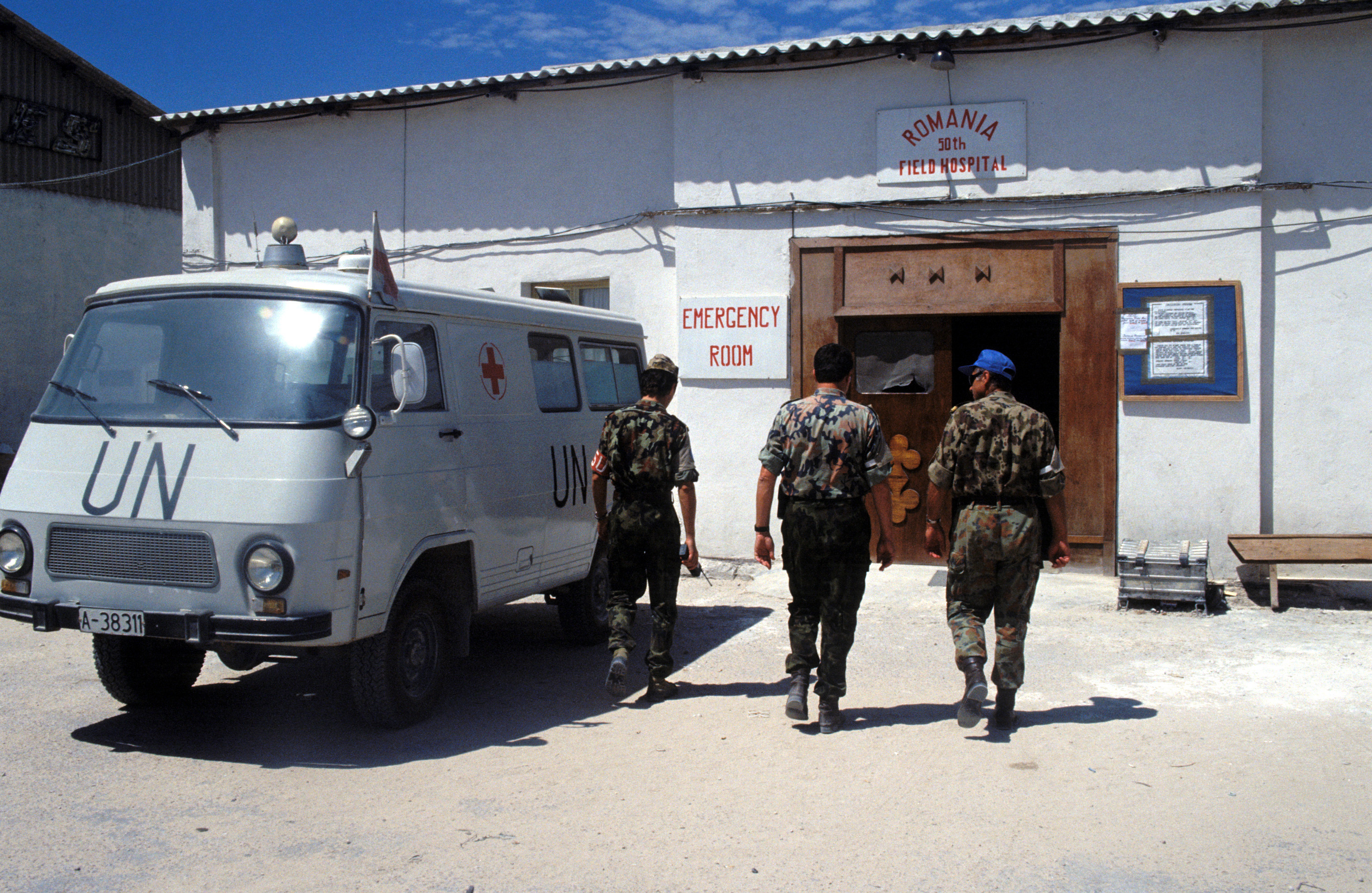
TV-12 jako karetka wojskowa

W 1973 roku pojawiła się nowa benzynowa jednostka napędowa L-25 z samochodu terenowego ARO 24 o mocy 80 KM (pojemność 2495 cm³), a następnie silniki Diesla: zaadaptowany z traktora D-127 o mocy 68 KM (pojemność 3119 cm³) i przejęty z ARO 24 L-27 o mocy również 68 KM. Wraz z nowymi silnikami zmieniono oznaczenia odpowiednio na TV-12 (silniki benzynowe) i TV-14 (silniki Diesla), przy czym wersje z napędem 4×4 nosiły teraz oznaczenia TVD-12 i TVD-14. Wraz z polepszeniem technologiczności nadwozia i własności eksploatacyjnych, dokonano we współpracy ze specjalistami z NRD niewielkich zmian wyglądu. Między innymi, dzieloną przednią szybę zastąpiono przez pojedynczą lekko wygiętą, a rogi atrapy chłodnicy stały się bardziej zaokrąglone. Ładowność wzrosła z 1000 do 1250 kg (1100 kg w wersji z napędem 4×4). Doszły także kolejne wersje nadwoziowe i zabudowy, jak wywrotka, wersja towarowo-osobowa, pożarnicza, furgon chłodnia.
W 1983 roku pojawiły się modele TV-15 i TV-35, które przeszły szereg drobnych zmian w porównaniu do wcześniejszych wersji oraz zwiększono ładowność odpowiednio do 1500 kg i 1900 kg. TV-15 otrzymał w tym celu opony 7.80-JR15 (od ARO-24), a TV-35 podwójne tylne opony. Wariant TV-15 z silnikiem Diesla L-27 otrzymał oznaczenie TV-17. Opracowano też wariant TV-15 z większym rozstawem osi TV-105.

### Rocar
W 1993 roku wraz ze zmianą nazwy fabryki na Rocar S.A. zmieniły się oznaczenia modeli TV-15 i TV-35 na Rocar 33 oraz 40 i 37 (mikrobus). Dokonano także drobnego liftingu nadwozia. Ładowność wersji 33 wynosiła od 1200 do 1400 kg zaś wersji 40 od 1200 do 1800 kg. Zastosowano też nowe jednostki napędowe m.in. 90 konny silnik 4C90 polskiej firmy Andoria. W 1996 roku zakończono produkcję pojazdu. Samochody eksportowane były m.in. do Wielkiej Brytanii pod nazwą ARO Tudor TV oraz do Włoch pod nazwą TV Ciemme. W latach 1976–1986 pojazdy te były montowane w Portugalii przez firmę GV-Semal oraz FMAT pod nazwą Tagus.
Powstał prototyp następcy TV – Rocar 35C Avant z silnikiem Renault o mocy 106 KM, jednak ze względu na problemy finansowe fabryki nie wszedł do produkcji seryjnej.
Samochody serii TV-41/51 były także od 1968 roku przedmiotem eksportu, lecz jego wielkość nie była duża. Eksportowano je przede wszystkim do krajów socjalistycznych, jak Czechosłowacja, NRD, a także do Polski, na Kubę i do państw afrykańskich. Na większą skalę eksportowano TV-12. 

## Modele
- TV-4 / 5 (4x4)
- TV-41 / 51 (4x4)
- TV-12 (benzynowy) / 14 (diesel)
- TV-15 (ładowność do 1500 kg) / 35 (ładowność do 1900 kg)
- Rocar 33 (ładowność do 1400 kg) / 37 (mikrobus) / 40 (ładowność do 1800 kg)

## Galeria

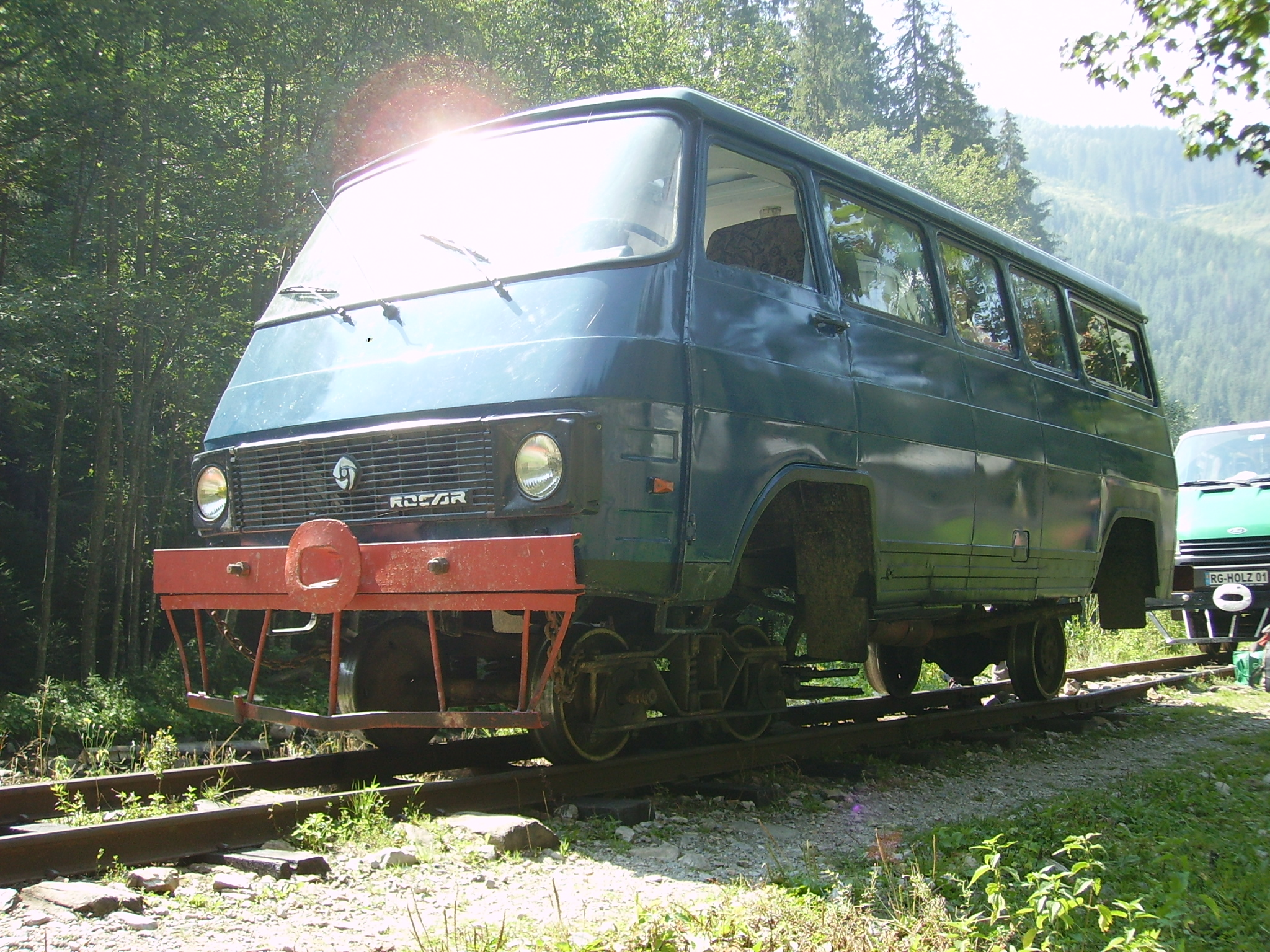
Rocar 40 lub T.V. 35 jako drezyna
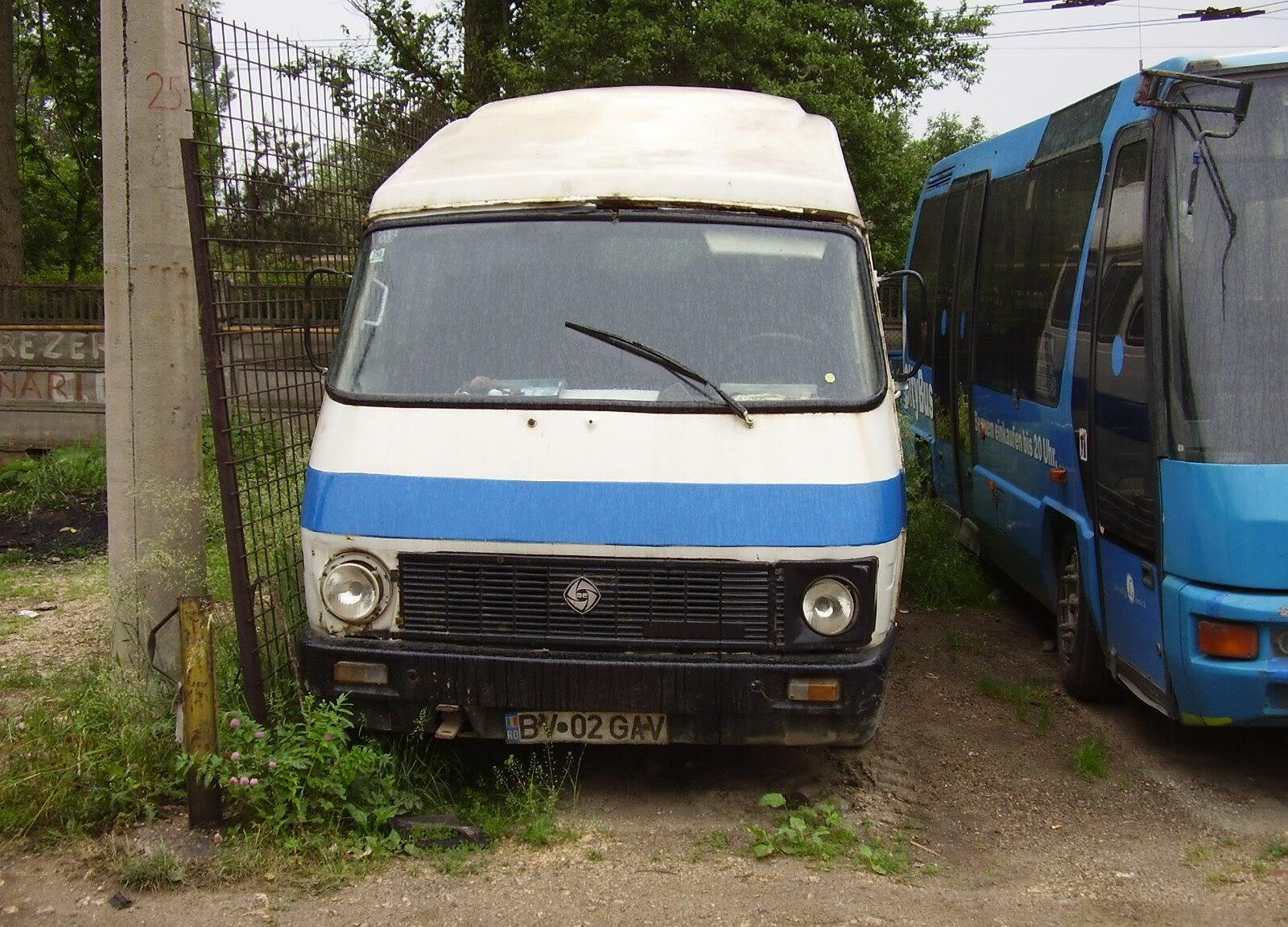
Rocar 40